# Confederació de la Corona Polonesa
La Confederació de la Corona Polonesa (en polonès: Konfederacja Korony Polskiej, KKP), escurçat habitualment a La Corona (Korona) és un partit d'extrema dreta monàrquic i tradicionalista de Polònia.

## Història
El 28 de juny de 2019 es va anunciar la formació de la Corona, impulsat per Grzegorz Braun a partir del Comitè Electoral Grzegorz Braun Déu et beneeixi!, candidatura a les legislatives de 2015 en les quals van obtenir només el 0,09% dels vots. Al mateix any es va integrar a la Confederació Llibertat i Independència, obtenint a les eleccions al Sejm un diputat dels 11 escons totals de la coalició, mentre que a les eleccions europees no van aconseguir superar el llindar del 5%.
El 24 de gener de 2020 el KKP va ser registrat pel tribunal, i l'11 de setembre de 2021 van organitzar el seu primer Congrés, en el qual va ser escollit sense sorpreses Grzegorz Braun com el seu President.
Al 2023 va mantenir la col·laboració amb la Confederació, que va millorar els seus resultats tant a les eleccions legislatives, en les quals la Corona va obtenir 4 diputats dels 18 de la coalició, i un eurodiputat dels 6 totals, que es mantindria al grup parlamentari dels No Inscrits.
Més recentment, al gener de 2025 el KKP va anunciar la candidatura de Grzegorz Braun a les eleccions presidencials del mateix any, malgrat la Confederació va escollir a Sławomir Mentzen, el que provocaria l'expulsió de Braun de la coalició i la retirada de la Corona.

## Resultats electorals

### Sejm
| Any  | Líder          | Vots                 | %                    | Seats   | +/– | Govern   |
| ---- | -------------- | -------------------- | -------------------- | ------- | --- | -------- |
| 2019 | Grzegorz Braun | Dins la Confederació | Dins la Confederació | 1 / 460 | Nou | Oposició |
| 2023 | Grzegorz Braun | Dins la Confederació | Dins la Confederació | 4 / 460 | 3   | Oposició |

### Senat
| Any  | Vots                 | %                    | Escons  | +/– | Govern   |
| ---- | -------------------- | -------------------- | ------- | --- | -------- |
| 2019 | Dins la Confederació | Dins la Confederació | 0 / 100 | Nou | Oposició |
| 2023 | Dins la Confederació | Dins la Confederació | 0 / 100 | =   | Oposició |

### Presidencials
| Any  | Candidat                 | 1a volta  | 1a volta   | 1a volta | 2a volta                         | 2a volta                         | Resultat |
| Any  | Candidat                 | Vots      | %          | Pos.     | Vots                             | %                                | Resultat |
| ---- | ------------------------ | --------- | ---------- | -------- | -------------------------------- | -------------------------------- | -------- |
| 2020 | Suport a Krzysztof Bosak | 1,317,380 | 6,78 / 100 | 4t       |                                  |                                  | Derrota  |
| 2025 | Grzegorz Braun           | 1,238,462 | 6,35 / 100 | 4t       | Suport a Karol Nawrocki (50.89%) | Suport a Karol Nawrocki (50.89%) | Elegit   |

### Parlament Europeu
| Any  | Líder          | Vots                 | %                    | Escons | +/– | Grup |
| ---- | -------------- | -------------------- | -------------------- | ------ | --- | ---- |
| 2019 | Grzegorz Braun | Dins la Confederació | Dins la Confederació | 0 / 52 | Nou | –    |
| 2024 | Grzegorz Braun | Dins la Confederació | Dins la Confederació | 1 / 53 | 1   | NI   |